# Rhaphuma frustrata
Rhaphuma frustrata är en skalbaggsart som beskrevs av Holzschuh 1993. Rhaphuma frustrata ingår i släktet Rhaphuma och familjen långhorningar. Inga underarter finns listade i Catalogue of Life.